# Stefania Reindlowa
Stefania Reindlowa (Cracovia, Polonia, 24 de febrero de 1922- ibidem, 11 de marzo de 1993) fue una gimnasta artística polaca, medallista de bronce mundial en 1950 en la prueba de suelo.

## Carrera deportiva
Su mayor triunfo fue conseguir el bronce en el Mundial de Basilea 1950 en la competición de suelo, quedando situada en el podio tras su compatriota la polaca Helena Rakoczy y la yugoslava Tereza Kočiš.